# Register.it
Register.it è un'azienda italiana che opera nel settore della fornitura di servizi di registrazione di domini, hosting, protezione del brand e pubblicità in rete. È stata la prima società italiana accreditata dall'ICANN (l'ente a cui è affidata la gestione tecnica del Domain Name System a livello mondiale) lo Shared Registry System per la registrazione dei domini di primo livello generici .com, .org e .net e dal 2013 è stata riconosciuta ufficialmente dall'Agenzia per l'Italia digitale (AgID) come gestore certificato per la fornitura della Posta Elettronica Certificata.
Il gruppo, oltre all'Italia attraverso Register.it, è presente in Spagna, Svizzera, Regno Unito e Irlanda, Francia, Portogallo e Olanda rispettivamente attraverso i marchi Nominalia, Swizzonic, Namesco, Poundhost, Register365 e il Gruppo Amen.

## Storia
Register.it nasce nel giugno 1998 come servizio di registrazione dei domini web di Got.it.
Nel febbraio 2001 nasce Register.it S.p.A. dall'unione dei rami d'azienda Register.it della sopraccitata Got.it, e Domini.it del Gruppo DADA.
Successivamente la società avvia un piano di sviluppo che prevede l'espansione in Europa.
Nel 2006 DADA completa l'acquisizione del 100% di Register.it.
La progressiva focalizzazione di DADA nell'area Domini & Hosting prosegue, sempre nel 2006, con l'acquisizione da parte di Register.it di Nominalia, società spagnola nel settore dei servizi di registrazione di domini e hosting, per proseguire nel luglio 2007 con l'acquisizione di Namesco, player in UK nel medesimo settore. Nel luglio 2008 Register.it acquisisce il Gruppo Amen, operante in Francia, Spagna e Portogallo nello stesso settore.
Nel 2009, nel business dell'advertising online, Register.it lancia Simply, un Adserver proprietario che permette agli inserzionisti la pianificazione delle proprie campagne pubblicitarie digitali.
Nel mese di gennaio del 2010 Register.it realizza l'acquisizione di Poundhost, operatore del Regno Unito nei servizi di hosting dedicato e virtuale.
Nel 2013 Register.it è stato infine riconosciuto dall'Agenzia per l'Italia Digitale (AID) Gestore certificato per la fornitura della Posta Elettronica Certificata.
Nel 2018 Register.it acquista la piattaforma Sitonline, Interfree e infine SuperEva.
Nel 2019 si è perfezionata la  fusione per incorporazione di Register.it SpA e Dali Italy Bidco SpA in Dada SpA. Da questa data la società incorporante Dada S.p.A varia la propria denominazione in Register S.p.A.

## Prodotti
I servizi di Register.it sono:
- Registrazione di nomi a dominio
- Hosting
- Creazione Sito web
- Creazione E-commerce
- PEC ed email
- Advertising online
- Server Dedicati e Virtuali
- Online Brand Protection
- Certificati Digitali
- SPID